# 燕巣総合車両工場

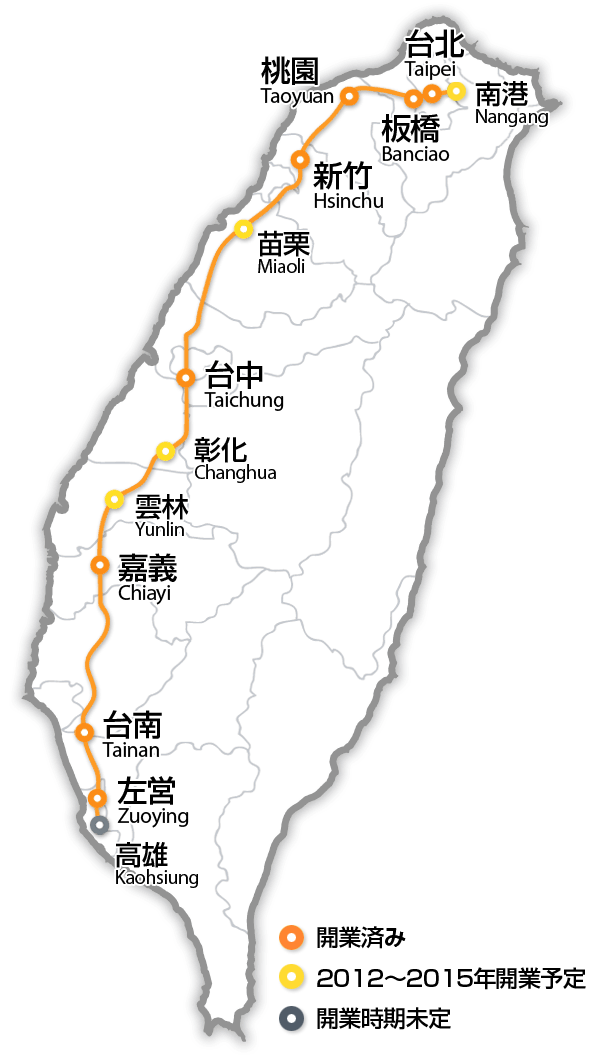
台湾高速鉄道路線図

燕巢総合車両工場（えんそう／イェンチャオそうごうしゃりょうこうじょう、中国語：燕巢總機廠、英語：Yenchao Main Workshop）は、台湾の高雄市燕巣区（えんそうく）にある台湾高速鉄道の車両工場。1999年3月26日に起工された。「燕巢メインワークショップ」と呼称されることもある。